# Szczur wierchowy
Szczur wierchowy (Rattus baluensis) – gatunek ssaka z podrodziny myszy (Murinae) w obrębie rodziny myszowatych (Muridae), występujący wyłącznie na górze Kinabalu na północnym Borneo.

## Zasięg występowania
Szczur wierchowy występuje endemicznie na górze Kinabalu, w stanie Sabah w północnej części Borneo.

## Taksonomia
Gatunek po raz pierwszy zgodnie z zasadami nazewnictwa binominalnego opisał w 1894 roku brytyjski zoolog Oldfield Thomas nadając mu nazwę Mus baluensis. Holotyp pochodził z Kinabalu, na wysokości 8000 ft (2438 m), w Sabah, w Malezji. 
Rattus baluensis należy do grupy gatunkowej rattus. R. baluensis jest najbliżej spokrewniony z R. tiomanicus (i być może powinien być do niego włączony). Autorzy Illustrated Checklist of the Mammals of the World uznają ten takson za gatunek monotypowy.

### Etymologia
- Rattus: łac. rattus „szczur”[7].
- baluensis: Kinabalu, Borneo[8].

## Morfologia
Długość ciała (bez ogona) 158–188 mm, długość ogona 175–205 mm, długość tylnej stopy 30–35  mm; masa ciała 108 g. 

## Ekologia
Szczur wierchowy żyje na górze Kinabalu od wysokości 1524 do 3810 m n.p.m., przy czym od 2130 m n.p.m. staje się pospolity. Jego środowiskiem życia jest górski las, a także karłowaty las i zarośla położone bliżej szczytu. Podobnie jak pokrewne gatunki, może być odporny na zmiany środowiska.

### Symbioza
W obszarze występowania tego gryzonia rośnie dzbanecznik radży (Nepenthes rajah), roślina mięsożerna wytwarzająca duże liście pułapkowe w kształcie dzbanka. Roślina wabi szczury wierchowe, wytwarzając nektar o owocowym zapachu, bogaty w cukry, którym to wszystkożerne zwierzę uzupełnia dietę. Relacja między dzbanecznikiem a szczurem ma charakter mutualistyczny: szczury wierchowe podczas wizyt defekują w około 84% do dzbanka, dostarczając roślinie potrzebne jej składniki odżywcze. Dzbanecznik radży żyje w symbiozie także z tupają górską (Tupaia montana), który odwiedza roślinę wyłącznie w dzień, podczas gdy szczury wierchowe przeważnie nocą, co jest odzwierciedleniem ich głównie nocnego trybu życia.

## Populacja
Szczur wierchowy ma ograniczony zasięg występowania, ale mieści się on w całości w obrębie Parku Narodowego Kinabalu. Szczur ten jest często spotykany i prawdopodobnie ma dużą liczebność. Populacja jest stabilna, nie są znane zagrożenia dla gatunku. Wcześniej (od 1996) był wpisany do Czerwonej księgi gatunków zagrożonych IUCN jako gatunek narażony na wyginięcie, obecnie (od 2008) jest uznawany za gatunek najmniejszej troski.